# Тевзадзе Мераб Михайлович
Мераб Михайлович Тевзадзе (нар. 6 квітня або 4 жовтня 1964, Тбілісі, Грузинська РСР) — радянський та грузинський футболіст, захисник.

## Кар'єра гравця
Народився в Тбілісі, вихованець місцевого спортінтернату. Футбольну кар'єру розпочав у 1986 році в складі «Гурії», яка виступала в першій союзній лізі. У 1986 році перейшов до тбіліського «Динамо» (Тб), проте не зміг пробитися до першої команди й вже незабаром повернувся до «Гурії». У 1988 році знову вирішив спробувати свої сили в тбіліському «Динамо», але, як і минулого разу, закріпитися в столичному клубі не зумів, і зігравши 2 матчі перейшов до «Торпедо» (Кутаїсі). Того ж року встиг зіграти 3 матчі та відзначитися 1 голом за дубль «Динамо» (Тбілісі). Решту сезону відіграв у «Гурія». У 1990 році підсилив «Одіші» (Зугдіді), в складі якого став учасником розіграшу першого чемпіонату незалежної Грузії. Сезон 1991/92 років провів у «Гурії», а наступний — в «Алазані» (Гурджані). У 1993 році повернувся в «Гурію».
Під час зимової перерви сезону 1994/95 років виїхав до України, де підписав контракт з шепетівським «Темпом». Дебютував у футболці шепетівського колективу 1 червня 1995 року в переможному (3:0) домашньому поєдинку 30-о туру Вищої ліги проти рівненського «Вереса». Мераб вийшов на поле в стартовому складі та відіграв увесь матч. Проте в команді не затримався, до завершення сезону відіграв 5 матчів у Вищій лізі, після чого залишив розташування команди та повернувся в Грузію. Сезон 1995/96 років провів у складі «Металургу» (Руставі). Потім зіграв 1 поєдинок у складі «Маргветі» (Зестафоні). У 1996 році знову став гравцем «Гурії». 1997 року перейшов до складу першолігового САКу (Тбілісі). Завершив футбольну кар'єру в 1999 році в складі тбіліського «Арсеналу».

## Кар'єра тренера
По завершенні ігрової кар'єри розпочав тренерську діяльність. У сезоні 1999/00 років входив до тренерського штабу тбіліського «Арсеналу».